# James Chichester-Clark
James Dawson Chichester-Clark, barone Moyola (Castledawson, 12 febbraio 1923 – Castledawson, 17 maggio 2002), è stato un politico britannico.
È stato il penultimo Primo ministro dell'Irlanda del Nord e l'ottavo leader del Partito Unionista dell'Ulster tra il 1969 e il marzo 1971. È stato membro del Parlamento dell'Irlanda del Nord per South Londonderry per 12 anni, a partire dall'elezione per sostituire la nonna Dehra Parker nel 1960. Ha smesso di essere un parlamentare quando il Parlamento di Stormont è stato sospeso e successivamente abolito con l'introduzione della Direct rule da parte del governo britannico.
L'elezione di Chichester-Clark a leader dell'UUP è stato il risultato delle improvvise dimissioni di Terence O'Neill dopo l'ambiguo risultato delle precedenti elezioni generali. Il suo mandato fu dominato da entrambe le lotte unioniste interne, vedendo l'emergere del politico Ian Paisley da destra e il Partito dell'Alleanza dell'Irlanda del Nord da sinistra, e un'emergente rinascita nazionalista irlandese. Nel marzo 1971, con la sua salute che soffriva a causa del crescente conflitto politico, si dimise, non essendo riuscito a ottenere risorse militari aggiuntive dal governo britannico.

## Biografia
James Dawson Clark è nato il 12 febbraio 1923 a casa dei suoi genitori a Moyola Park a Castledawson, in Irlanda del Nord, era il maggiore di tre fratelli. Si è formato all'Eton College, ha poi svolto servizio nell'esercito britannico nelle Irish Guards e ha preso parte alla seconda guerra mondiale come membro di questo reggimento, dove è stato ferito in operazioni di combattimento.
Dopo la guerra rimase nell'esercito. Tra l'altro, fu di stanza in Canada dal 1947 al 1950, dove fu aiutante di campo del Governatore generale del Canada Harold Alexander. Rimase nell'esercito fino alla fine degli anni '50. Durante questo periodo sposò la giovane vedova Moyra Haughton, dalla quale ebbe due figli. Moyra Haughton ha portato un figlio nel matrimonio. Dopo essersi ritirato dall'esercito, tornò a Castledawson per svolgere l'attività di coltivatore.

## Attività politica
Nel 1960 si pose in un'elezione suppletiva incontrastata nella Camera dei comuni dell'Irlanda del Nord come deputato per il collegio elettorale di South Londonderry. Questa posizione era stata precedentemente occupata da sua zia Dame Dehra Parker a partire dal 1933.
Quando Terence O'Neill divenne primo ministro nel 1963, nominò Chichester-Clark Assistant Whip. Solo un mese dopo, il capogruppo, William Craig, fu nominato ministro degli Interni. Chichester-Clark ha assunto la sua posizione. Nel 1966 è diventato leader della Camera dei comuni ed è stato quindi membro del Consiglio privato dell'Irlanda del Nord.
Quando O'Neill destituì il ministro dell'Agricoltura Harry West nel 1967, Chichester-Clark fu nominato al suo posto nel gabinetto. Nel 1969 lasciò il governo a seguito di una disputa sulla politica del primo ministro. Tuttavia, ci sono anche voci che vedono le sue dimissioni come una mossa politica. Ha anticipato le dimissioni del primo ministro, che lo hanno seguito solo pochi giorni dopo, per elevare il proprio profilo, aumentare la sua accettazione tra gli intransigenti e impedire a Brian Faulkner di assumere la carica di primo ministro.
La seguente elezione per la leadership del Partito Unionista dell'Ulster è stata vinta da Chichester-Clark. Nonostante la sconfitta al voto, Faulkner entrò nel governo come membro fedele.

## Pensionamento
Chichester-Clark si è dimesso dalla carica di primo ministro nel 1971. Nello stesso anno fu elevato alla nobiltà come pari a vita e nominato barone Moyola, di Castledawson nella contea di Londonderry. Chichester-Clark ha sostenuto l'accordo di Belfast, che fu approvato in un referendum del 1998.
Lord Moyola è morto il 17 maggio 2002 all'età di 79 anni. Fu l'ultimo Primo ministro dell'Irlanda del Nord vivente.